# Gortonia
Gortonia is een kevergeslacht uit de familie van de boktorren (Cerambycidae). De wetenschappelijke naam van het geslacht werd voor het eerst geldig gepubliceerd in 1987 door Hovore.

## Soorten
Gortonia is monotypisch en omvat slechts de volgende soort:
- Gortonia linsleyi Hovore, 1987